# Pokémon Go
Pokémon Go este un joc mobil dezvoltat și lansat de Niantic în colaborare cu The Pokemon Company, disponibil pentru dispozitive cu sisteme de operare iOS și Android. O parte a francizei Pokemon, jocul este rezultatul colaborării dintre Niantic, Nintendo și The Pokemon Company. 
Utilizează device-uri mobile cu GPS pentru a localiza, captura, antrena și a te lupta cu creaturi virtuale, numite Pokemoni, care sunt prezentate ca existând în lumea reală. Jocul este free-to-play, folosindu-se de un model de business freemium și permite achiziția în aplicație a unor funcții suplimentare pentru joc. Un dispozitiv opțional Bluetooth portabil numit Pokémon Go Plus, dezvoltat de Nintendo, poate alerta utilizatorii atunci când în apropiere este vreun Pokémon sau PokéStop. 
Jocul a fost lansat cu aproximativ 150 de specii de Pokemon (GEN 1), iar numărul acestora a fost crescut la aproximativ 600 în 2020. 
Pokemon Go a primit recenzii mixte; criticii au lăudat conceptul de joc, dar au criticat problemele tehnice. A fost una din cele mai folosite și profitabile aplicații mobile în 2016, fiind descărcată la finalul anului de mai mult de 500 milioane de ori. A fost creditată cu popularizarea tehnologiei AR și geo-localizării, promovarea activității fizice și creșterea afacerilor locale datorită intensificării traficului pietonal. Cu toate acestea, aplicația a atras controverse datorită accidentelor provocate și crearea unor situații sociale neplăcute. Diverse guverne și-au exprimat îngrijorarea pentru siguranță, iar unele țări au impus condiții în care aplicația poate fi folosită. Pe 5 august 2016 autoritățile din Iran au interzis oficial jocul pe teritoriul țării, din motive de securitate.
La începutului anului 2019, jocul avea mai mult de 1 miliard de descărcări la nivel global și a încasat peste 4 miliarde de dolari. Totodată, numărul utilizatorilor lunari era de peste 147 milioane în mai 2018. 
Jocul a suferit numeroase modificări în 2020, ca urmare a pandemiei de COVID-19, pentru a asigura siguranța utilizatorilor săi .

## Modul de joc

### Realitate virtuală augmentată
După crearea unui cont de joc, jucătorii își pot crea și personaliza avatarele proprii. Odată creat, un avatar este afișat pe o hartă pe baza locației geografice a jucătorului, iar pe măsură ce jucătorii se mișcă în mediul lor real, avatarul lor se mișcă în harta jocului și poate interacționa cu 'PokéStop-uri' și 'Pokémon Gym-uri'. Aceste PokéStop-uri pot fi echipate cu elemente numite "Modulele de Lure" (Module de atragere), care atrag alți Pokemoni sălbatici și ocazional rari. Sălile servesc ca locații de luptă pentru Regele dealului; sălile și Pokéstop-urile sunt localizate în mod obișnuit în locuri de interes , bazate pe portaluri refolosite de la Ingress, jocul de realitate augmentată (AR) anterior al lui Niantic. Acest lucru a condus la amplasarea unor PokéStop-uri și Pokémon Gyms în zone periculoase sau incomode, precum o sală eliminată din zona coreeană demilitarizată.
Pokémonii sunt diverși, în funcție de diferite zone ale lumii; de exemplu, Pokémonii acvatici se găsesc, în general, în apropierea apei. Atunci când un jucător întâlnește un Pokemon, el poate fi văzut fie în modul AR, fie cu un background generat, generic. Modul AR folosește camera și giroscopul de pe dispozitivul mobil al jucătorului pentru a afișa o imagine a unui Pokémon ca și cum ar fi fost în lumea reală. Jucătorii pot lua capturi de ecran ale Pokemon-ului cu care se confruntă, cu sau fără modul activat AR.

### Colectare de Pokémoni
Spre deosebire de alte modele din seria Pokémon, jucătorii din Pokémon Go nu se luptă cu Pokemon-ul sălbatic pentru a-l prinde. În timpul unei întâlniri cu un Pokemon sălbatic, un jucător poate arunca o Poké Ball la ea, trăgând-o din partea de jos a ecranului spre Pokémon. Dacă Pokemon-ul este prins cu succes, acesta va intra în proprietatea jucătorului. Factorii în rata de succes a capturilor unui Pokémon includ rata de captură a Pokémonului, calendarul și tipul de Poké Ball folosit.După ce a prins un Pokémon sălbatic, jucătorului îi sunt acordate două tipuri de valute în joc: Bomboane și Stardust. Bomboanele acordate datorită unei capturi de succes depind de ce lanț de evoluție aparține un Pokémon. Un jucător poate folosi Stardust și Candies pentru a ridica „Combat Power” (CP) al Pokémonului. Cu toate acestea, numai bomboane sunt necesare pentru a evolua un Pokémon. Fiecare arbore de evoluție Pokémon are propriul tip de bomboane, care poate fi folosit numai pentru a evolua sau pentru a ridica nivelul. Jucătorul poate transfera, de asemenea, Pokemonul înapoi la profesorul Pokemon pentru a câștiga încă un Candy și a crea loc pentru mai mulți Pokémoni. Scopul final al jocului este de a completa intrările din Pokédex, un jurnal de bord Pokemon cuprinzător, prin prinderea și evoluția acestora pentru a colecta fiecare din ele.
Deși jocul este gratuit pentru a juca, acesta susține achizițiile în aplicație, unde jucătorii pot cumpăra Poké Balls suplimentare și alte elemente în joc.Aceste elemente includ Incence (care atrag Pokémon în timp ce vă deplasați timp de treizeci de minute), Lure Modules, pentru a atrage Pokemon la o locație fixă, și Ouăle norocoase, care au dublat puncte de experiență dobândite pentru o perioadă de treizeci de minute de la utilizare. Toți Pokemonii sunt afișați cu Power Combat. O putere de luptă a Pokemonului este o măsură brută forței Pokemonului în luptă. În general, în calitate de jucători de nivel în sus, ei prindeau Pokémon cu CP mai înalt.

### Sistem de luptă

#### Săli și raid-uri
Jucătorii câștigă puncte de experiență pentru diverse activități din joc. Jucătorii se ridică la nivel în timp ce câștigă puncte de experiență (XP), cu diferite caracteristici fiind deblocate progresiv. În mod deosebit, la nivelul cinci, jucătorul se poate lupta la o gimnastică Pokemon și se alătură uneia dintre cele trei echipe colorate (roșu pentru Team Valor, albastru pentru Team Mystic sau galben pentru Team Instinct), care acționează ca facțiuni luptând pentru controlul Gyms în lumea Pokemon Go.
În septembrie 2016, Niantic a introdus o caracteristică "Buddy Pokémon", care permite jucătorilor să aleagă un Pokemon să apară alături de ei pe ecranul de profil și să primească recompense și bonusuri în joc pe baza Pokémon-ului ales. Caracteristica a fost lansată mai târziu în acea lună. În timpul aceleiași actualizări, Niantic a actualizat Pokémon Go pentru a împiedica jucătorii cu dispozitive rutate sau jailbreaked să se logheze în joc într-un efort de a reduce și a preveni trișatul.
În iunie 2017, Niantic a anunțat că mecanica de joc a gimnastică va fi revăzută pentru o experiență mult mai bine orientată spre echipă;  Sălile au fost dezactivate pe 19 iunie 2017, noile sali de sport fiind lansate cu următoarea actualizare a aplicațiilor câteva zile mai târziu . Începând cu actualizarea, gimnasurile au inclus o componentă spinnabilă pentru a primi articole în joc precum Poțiuni și Bile Poke. În plus, salile sunt capabili să țină șase Pokémoni, fiecare dintre care trebuie să fie unic în Sală. Monedele sunt acum câștigate pe baza timpului în care Pokémon-ul a stat să apere sala, spre deosebire de un bonus de apărare a sălii pe zi, de 10 monede. În iulie 2017, au fost introduse bătăliile Raid. Raid Battles se compune dintr-un grup de jucători care se adună pentru a se confrunta cu un Pokemon deasupra nivelului situat într-o Gym. În cazul în care Pokemon este învins, jucătorii câștigă șansa de a prinde o versiune obișnuită a acestuia. Dificultățile în raid variază de la 1 la 5, 1 fiind cel mai mic dificultate și 5 fiind cel mai greu de învins. Rasetele de nivel 5 sunt exclusive pentru Legendarul Pokémon. Primul dintre acestea, Articuno și Lugia, a fost lansat pe 22 iulie 2017, după Go Fest, urmând Moltres și  . Din septembrie până în noiembrie, cele 3 fiare legendare: Entei, Raikou și Suicune, au fost lansate la scurt timp după aceea, regiunile care se rotesc în fiecare lună. După plecarea lor, Legendarul Pokémon Ho-Oh a apărut în Raid Battles din 27 noiembrie 2017, până în 12 decembrie 2017.
După actualizarea de la 0.85.2, Niantic a lansat 50 de Pokémon descoperiți inițial în regiunea Hoenn, cu doi dintre ei, Mawile și Absol, devenind șefi de raid. Pe 16 decembrie, primul Pokemon legendar de la Pokémon Ruby and Sapphire, Groudon, a fost eliberat. La 12 ianuarie, Kyogre a fost eliberat. Pe 9 februarie, ultimul Pokémon al "Trio-ului meteo", Rayquaza, a fost lansat alături de ultimul lot de Hoenn Pokémon. O altă actualizare pe 31 martie a adăugat un sistem de căutare, care poate fi completat pentru a obține un Pokemon mitic, cum ar fi Mew.

## Dezvoltare

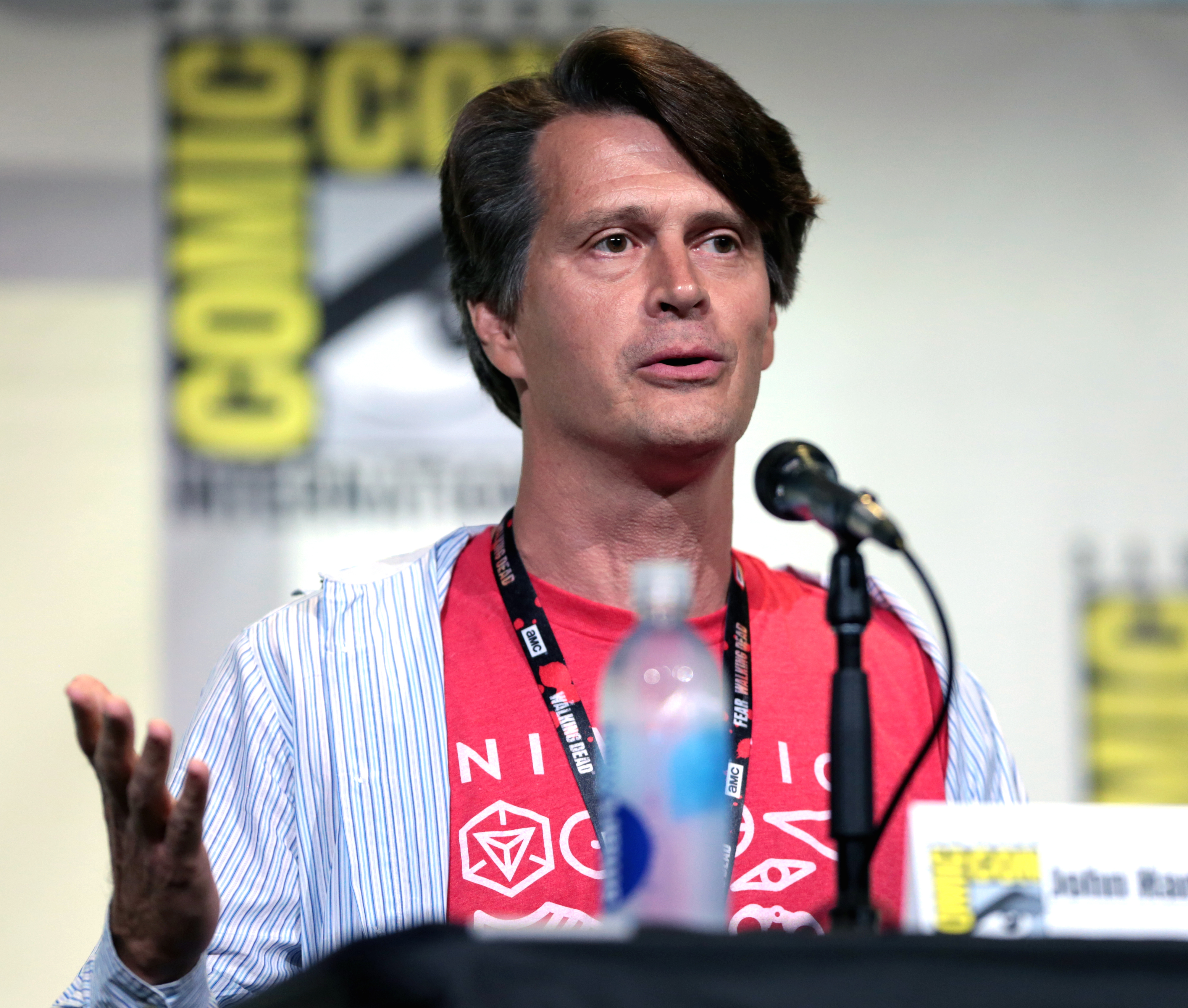
John Hanke, fondatorul Niantic

Conceptul jocului a fost conceput în 2014 de Satoru Iwata de la Nintendo și Tsunekazu Ishihara de la The Pokémon Company, în colaborare cu Google, de 1 aprilie - Ziua păcălelilor aceasta a fost numită  Google Maps: Pokémon Challenge. Ishihara a fost un fan al jocului anterior transrealist al dezvoltatorului Niantic, Ingress, și a văzut conceptul jocului ca o potrivire perfectă pentru seria Pokémon. Niantic a folosit crowdsourcing datele de la Ingress pentru a popula locațiile pentru PokéStops și săli din cadrul Pokémon Go, datele de la Google Maps pentru a da naștere la Pokémoni specifici pe un anumit teren, și pentru afișarea pe hartă din OpenStreetMap din decembrie 2017. În 2015, Ishihara și-a dedicat discursul la anunțul jocului pe 10 septembrie către Iwata, care a murit cu două luni mai devreme. Tatsuo Nomura, care s-a alăturat echipei Niantic în 2015 după ce a dezvoltat provocarea Google Maps Pokémon , a acționat ca director și manager de produs pentru joc. Coloana sonoră a jocului a fost scrisă de compozitorul de epocă din seria Pokémon, Junichi Masuda, care a asistat, de asemenea, la o parte din designul jocului. Printre designerii grafici ai jocului a fost Dennis Hwang, care a creat anterior logo-ul Gmail în timp ce lucra pentru Google.
La 4 martie 2016, Niantic a anunțat că un test beta exclusiv în Japonia va începe mai târziu în această lună, permițând jucătorilor să asiste la rafinarea jocului înainte de lansarea completă. Testul beta a fost apoi extins în alte țări. La 7 aprilie, a fost anunțat că beta-ul se va extinde în Australia și Noua Zeelandă. Apoi, în data de 16 mai, înscrierile pentru testul de teren au fost deschise în Statele Unite. Testul a încetat la 30 iunie.
La Comic-Con 2016, John Hanke, fondatorul Niantic, a dezvăluit apariția celor trei lideri de echipă: Candela (Team Valor), Blanche (Team Mystic) și Spark (Team Instinct). Hanke a spus că aproximativ 10% din ideile jocului au fost implementate. Au fost, de asemenea, confirmate actualizările viitoare, inclusiv adăugarea de tranzacții, mai mulți Pokémon,  punerea în aplicare a Centrelor Pokémon la PokéStops, un patch pentru „glitch-ul cu trei trepte” și o pregătire mai ușoară. El a mai declarat că Niantic ar continua să susțină jocul pentru „anii ce vor urma” . Într-un interviu acordat TechCrunch în septembrie 2016, Hanke a lăsat să se înțeleagă că luptele cu jucător vs jucător Pokemon vor fi lansate într-o actualizare viitoare. În decembrie 2016, lanțul de cafenele Starbucks și compania de telecomunicații Sprint au colaborat cu Nintendo pentru a adăuga PokéStops și săli în anumite locații din Statele Unite ale Americii. În aceeași lună, a fost lansată o aplicație însoțitoare pentru dispozitivele Apple Watch, care permite utilizatorilor să primească notificări despre Pokémon din apropiere, dar nu le permite să fie prinși. În ianuarie 2017, alte încă 5.000 de locații Starbucks au devenit disponibile ca săli. În februarie 2017, a fost lansată o actualizare care a introdus peste 100 de specii bazate pe regiunea Johto din a doua generație a seriilor de bază Pokémon, care au fost adăugate alături de versiunea originală 151. Actualizarea a inclus adăugarea de noi fructe de pădure, noi mecanisme de întâlniri Pokémon , și o selecție extinsă de opțiuni de îmbrăcăminte avatar. Unele dintre Pokemon introduse în Ruby and Sapphire au fost adăugate la sfârșitul anului 2017, începând cu un eveniment Halloween în octombrie și încă 50 în decembrie. Un sistem meteorologic a fost adăugat alături de acesta din urmă, permițând condițiilor climatice ale lumii reale să afecteze modul de joc. În noiembrie 2018, un joc dezvoltat de Game Freak și puternic inspirat de Pokémon Go, Pokémon: Let's Go, Pikachu! and Let's Go, Eevee! a fost lansat pe comutatorul Nintendo Switch. Acest joc va cuprinde stilul Pokémon Go ce captează cu Joy-Con și are integrare între cele două jocuri. În plus, noul Pokémon Meltan a fost dezvăluit în septembrie, devenind primul Pokémon nou care va fi lansat prin Pokémon Go. Pe 10 octombrie 2018, compania Pokemon și Niantic au anunțat planurile de a introduce Diamond and Pearl în Pokémon Go. Pe 12 octombrie, Niantic a tachinat unul dintre Pokémonurile din generația IV care urma să vină la Pokemon Go . La 25 octombrie, a fost anunțată o caracteristică cunoscută sub numele de Adventure Sync, care va înregistra datele de mers ale jucătorului în fundal.  Pe 26 octombrie, Niantic a anunțat sarcini de cercetare pentru tipul Pokémon de tip Bug, care va oferi jucătorilor o șansă de a prinde Shedinja pe tot parcursul lunii noiembrie.

## Reception

### Criticism și incidente

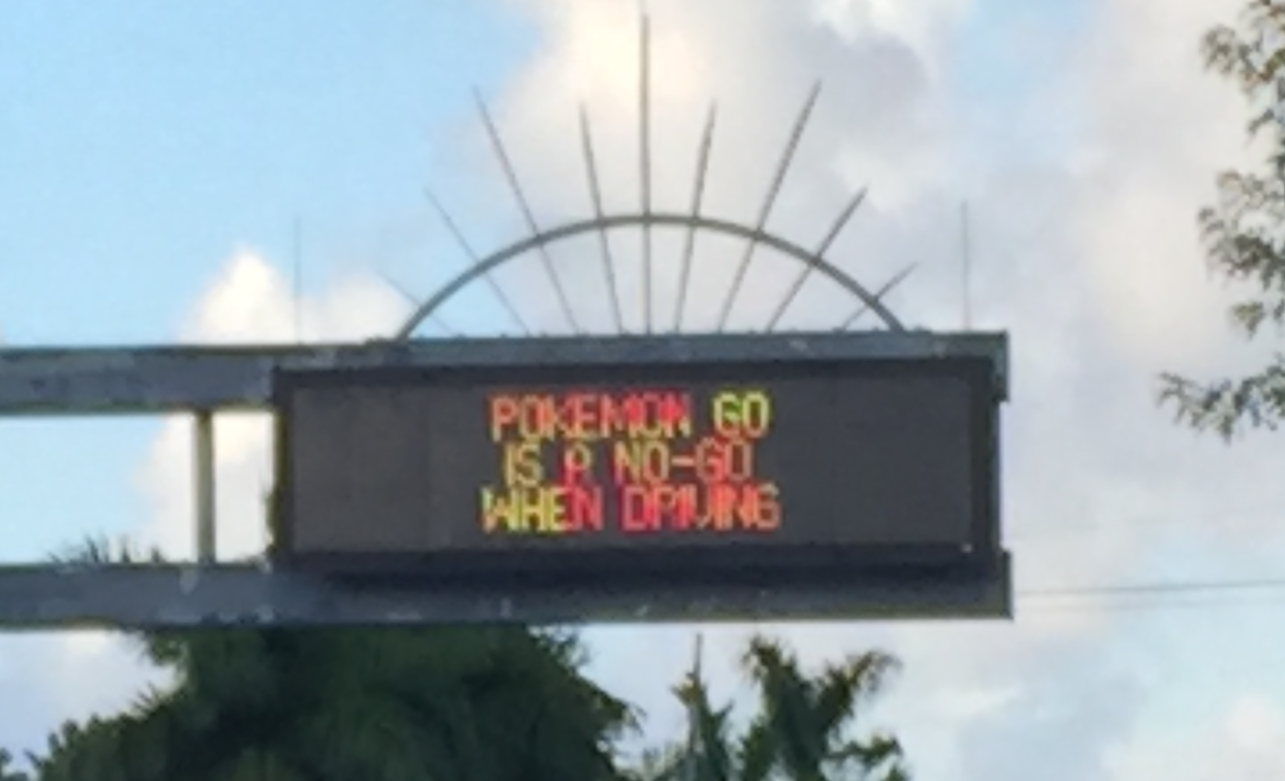
Panou din Fontainebleau, Florida, care atenționează șoferii să nu utilizeze Pokémon Go în timpul condusului

Aplicația a fost criticată pentru utilizarea unor locații precum cimitire și memoriale ca locuri de prins Pokémoni, inclusiv Auschwitz-Birkenau State Museum, the United States Holocaust Memorial Museum, the National September 11 Memorial & Museum, Arlington National Cemetery, the ANZAC War Memorial și Hiroshima Peace Memorial Park. Niantic a înlăturat ulterior conținut asociat cu zone sensibile, precum Memorialul de la Hiroshima și Muzeul Holocaustului. Jocul a atras plângeri din partea companiei olandeze ProRail, spunând că jucătorii accessau șinele, iar stațiile de pompieri comunicau jucătorilor să nu obstrucționeze accesul pompierilor prin adunările acestora.

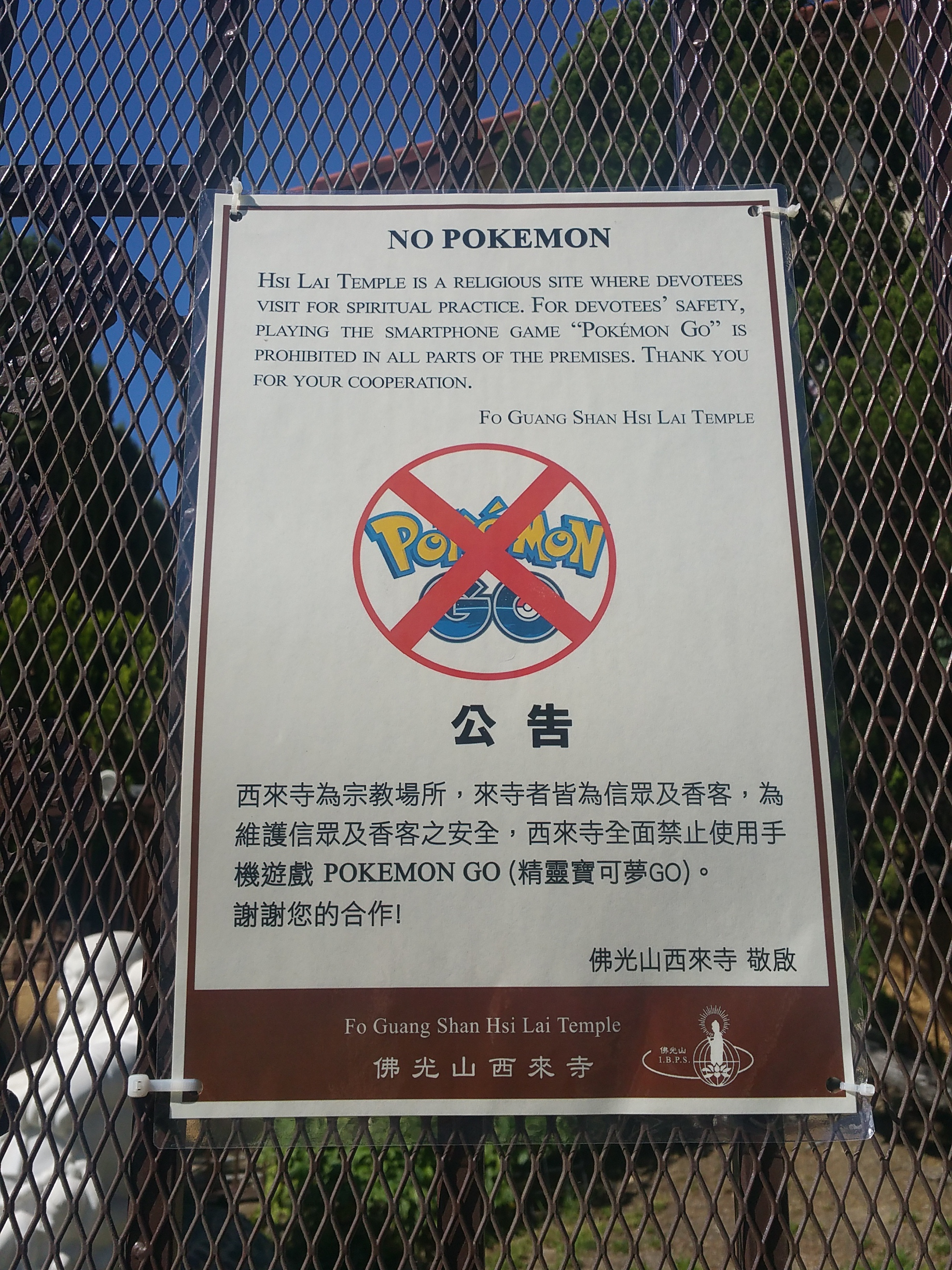
A sign outside Fo Guang Shan Hsi Lai Temple in Hacienda Heights, California, admonishing visitors to not play Pokémon Go inside the temple grounds

Distribuirea PokeStop-urilor și sălilor (derivate din portale asociate cu jocul Ingress) s-a indicat a fi mai diminuată în multe cartiere de minorități. Jucătorii din zone rurale au lansat plângeri legate de lipsa apariției Pokemonilor, PokeStop-uri și săli în teritoriile lor. Pokémon Go a fost de asemenea criticat pentru probleme de accesibilitate de către jucători cu dizabilități fizice. COO-ul The AbleGamers Foundation, Steve Spohn, a declarat că atunci când Pokémon Go a fost comparat cu alte jocuri mobile, acesta "excludea într-o măsură semnificativă jucătorii cu dizabilități".
Departamentele de poliție din diverse țări au emit avertismente, unele tongue-in-cheek, privind condusul imprudent, încălcarea proprietății și vizarea jucătorilor de către diverși infractori (necunoscând zonele în care jocurile se desfășurau). În statul New York, infractorii sexuali au interdicție în a folosi aplicația în timpul eliberării condiționate. Jucătorii din Bosnia sunt avertizați să stea departe de zone minate abandonate în urma Războiului Bosniac din anii 90. În Rusia, un vlogger de 21 de ani, Ruslan Sokolovsky, a fost arestat în septembrie 2016 pentru două luni, după ce s-a jucat Pokémon Go la Church of All Saints din Yekaterinburg, primind ulterior o sentință cu suspendare pentru 3 ani și jumătate pentru blasfemie.

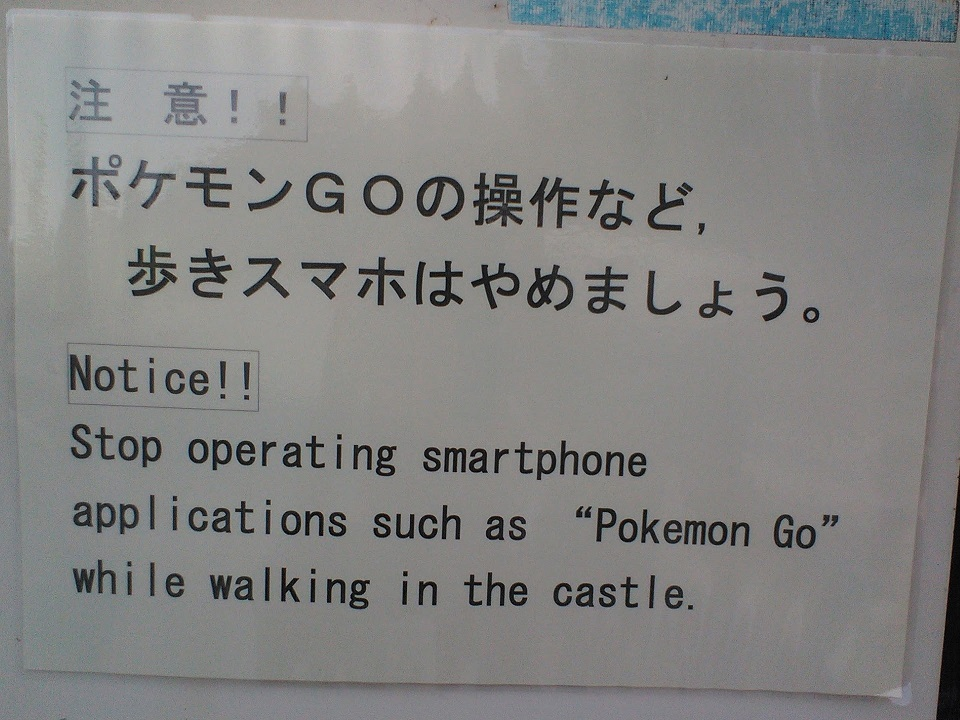
Several signs, like this one at Nijō Castle, were placed on castles and other monuments around Japan

Jucătorii Pokémon Go au suferit numeroase accidentări. În Japonia, primul accident a fost înregistrat din primele ore ale lansării jocului. Primul deces din Japonia atribuit jocului Pokémon Go a fost înregistrat spre finalul lunii august, în 2016. Un șofer imprudent a ucis o femeie și rănit grav o alta - fermierul de 39 de ani nu observase femeile ce traversau strada, lovindu-le cu camionul. Femeia a decedat în urma unei fracturi cervicale. Agenția Naționala de Poliție din Japonia a menționat ca acesta a fost cel de-al 79-lea accident corelat cu Pokémon Go din țară. Pe 11 august 2016, o tânără din Cambodia a decedat după ce a fost lovită de o mașină încercând să prindă un Pokémon pe șosea. Cazul a fost primul deces corelat cu Pokémon Go în rândul teritoriilor Asiei de Sud. În ianuarie 2017, un civil de chinez-american Jiansheng Chen a fost împușcat mortal în timp ce se juca Pokémon Go.

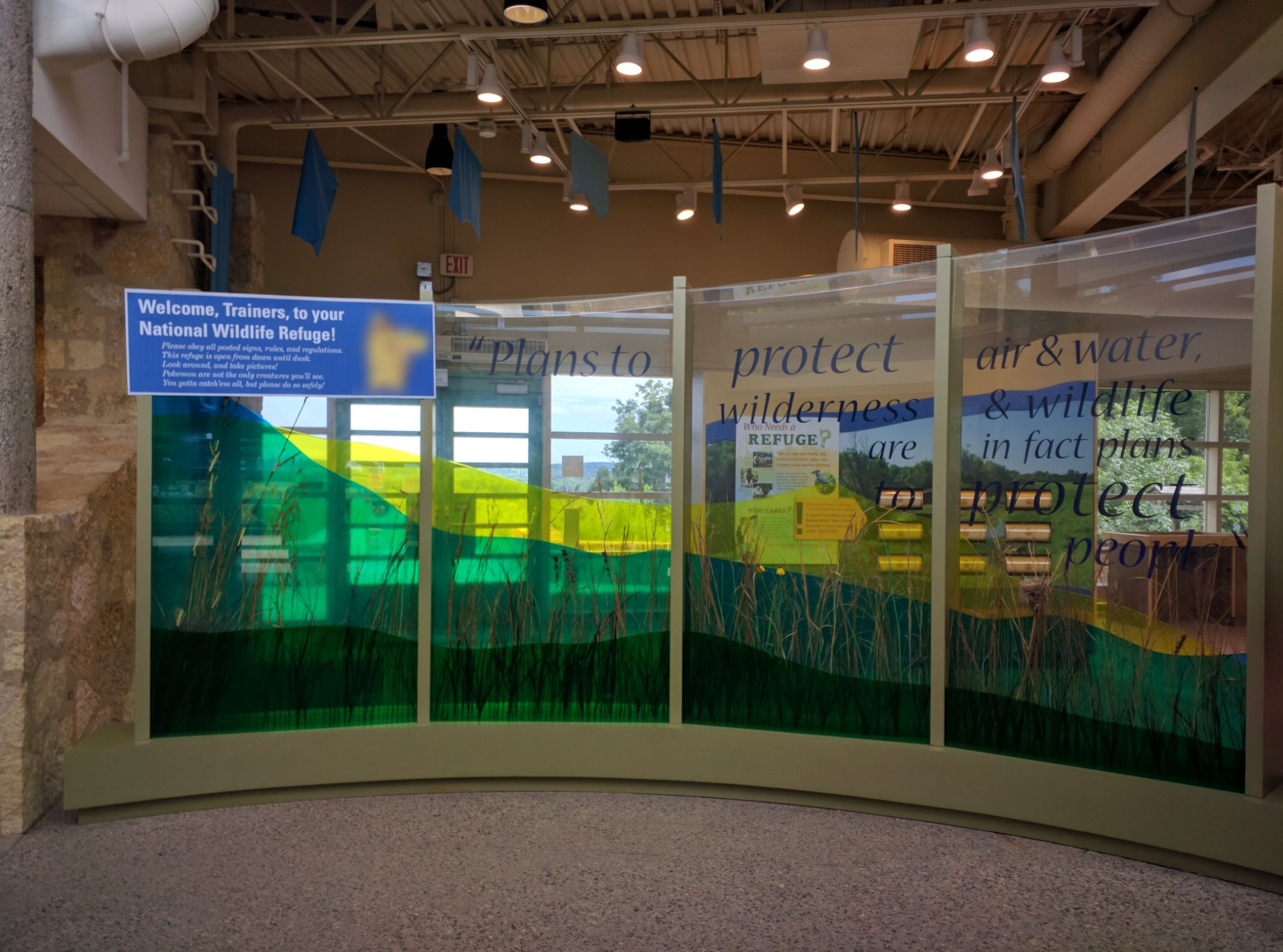
A sign in the Bloomington Visitor Center at Minnesota Valley National Wildlife Refuge welcoming Pokémon Go players and encouraging them to play safely

Universitatea Al-Azhar din Cairo a descris jocul ca fiind o "manie vătămătoare".  Un lider Cossack a declarat ca "provine din satanism", Kuweit a interzis jocul pe teritorii guvernamentale, oficialii indonezieni l-au numit o amenintare la securitatea nationala, iar in Israel a fost interzis jocul in bazele armate pe motiv de securitate. In Arabia Saudita, Secretariatul  General al Consiliului Carturarilor Seniori a declarat, pe baza unei interziceri din 2001 a jocului de carti Pokemon, ca forma electronica a jocului necesita alte reglementari. Totodata, liderii islamici ai Indiei si Malaeziei si-au indemnat adeptii sa evite acest joc.

### Servicii terțe
Diverse aplicații terțe neoficiale au fost concepute pentru a coresponda cu Pokémon Go. Cele mai cunoscute sunt "Poké Radar" și "Helper for Pokémon Go", unde jucătorii pot verifica ce Pokémoni pot fi găsiți la un anumit moment în joc. Când atingea apogeul, aplicația "Poké Radar" era clasată pe locul secund în Apple App Store, în urma aplicației Pokémon Go.
O altă aplicație, GoChat, care permitea jucătorilor să comunice prin mesaje, acumulase mai mult de 1 milion de descărcări în 5 zile și a ajuns în top 10 al aplicațiilor din Apple App Store și Google Play Store. Cu toate acestea, dezvoltatorul aplicaiei Jonathan Zarra a ales să nu monetizeze aplicația, conducând la probleme financiare legate de întreținerea serverelor până la sosirea membrului de consiliu, Michael Robertson. După acumularea unor fonduri substanțiale, aplicația a atins peste 2 milioane de utilizatori activi. Conform RiskIQ, cel puțin 215 versiuni false ale jocului erau disponibile la data de 17 iulie 2016, iar unele dintre acestea conțineau programe malițioase și viruși.
Lansat pe 22 iulie 2016, "Pokévision" a permis jucătorilor să găsească cuiburi de Pokemon și timpul rămas până când aceștia își schimbă locația; site-ul folosea date care au fost exploatate direct din joc. În 5 zile de la lansarea site-ului, au fost înregistrați 27 milioane de utilizatori unici. Pe 31 iulie, multiple site-uri și motoare de căutare, inclusiv Pokévision, au fost dezactivate datorită încălcării Termenilor și Condiiilor Niantic.

## Premii
| Premiu                             | Categorie                                 | Rezultat     | Ref             |
| ---------------------------------- | ----------------------------------------- | ------------ | --------------- |
| BBC Radio 1's Teen Awards 2016     | Best Game                                 | Câștigat     | [ 117 ]         |
| The Game Awards 2016               | Best Mobile/Handheld Game                 | Câștigat     | [ 118 ]         |
| The Game Awards 2016               | Best Family Game                          | Câștigat     | [ 118 ]         |
| Golden Joystick Awards 2016        | Innovation of the Year                    | Câștigat     | [ 119 ]         |
| Golden Joystick Awards 2016        | Handheld/Mobile Game of the Year          | Câștigat     | [ 119 ]         |
| 2016 TechRaptor Awards             | Best Mobile/Handheld Game                 | Câștigat     | [ 120 ]         |
| D.I.C.E. Awards 2016               | Game of the Year                          | Nominalizare | [ 121 ]         |
| D.I.C.E. Awards 2016               | Mobile Game of the Year                   | Câștigat     | [ 121 ]         |
| New York Game Critic Awards        | A-Train Award for Best Mobile Game        | Câștigat     | [ 122 ]         |
| New York Game Critic Awards        | Central Park Zoo Award for Best Kids Game | Câștigat     | [ 122 ]         |
| Game Developers Choice Awards 2016 | Best Mobile/Handheld Game                 | Câștigat     | [ 123 ]         |
| Game Developers Choice Awards 2016 | Innovation Award                          | Nominalizare | [ 123 ]         |
| Game Developers Choice Awards 2016 | Best VR/AR Game                           | Nominalizare | [ 123 ]         |
| 2017 SXSW Gaming Awards            | Mobile Game of the Year                   | Câștigat     | [ 124 ] [ 125 ] |
| 2017 SXSW Gaming Awards            | Excellence in Technical Achievements      | Nominalizare | [ 124 ] [ 125 ] |
| 13th British Academy Games Awards  | Family                                    | Nominalizare | [ 126 ]         |
| 13th British Academy Games Awards  | Game Innovation                           | Nominalizare | [ 126 ]         |
| 13th British Academy Games Awards  | Mobile                                    | Câștigat     | [ 126 ]         |
| Golden Joystick Awards 2018        | Still Playing Award                       | Nominalizare | [ 127 ]         |
| Gamers' Choice Awards 2018         | Fan Favorite Mobile Game                  | Câștigat     | [ 128 ]         |
| 2019 SXSW Gaming Awards            | Most Evolved Game                         | Nominalizare | [ 129 ]         |
| 15th British Academy Games Awards  | EE Mobile Game of the Year                | Nominalizare | [ 130 ]         |
| Pocket Gamer Mobile Games Awards   | Best Live Ops                             | Nominalizare | [ 131 ]         |
| 16th British Academy Games Awards  | EE Mobile Game of the Year                | Nominalizare | [ 132 ]         |